# Lista över fornlämningar i Trelleborgs kommun
Lista över fornlämningar i Trelleborgs kommun är en förteckning av ett urval av de fornlämningar som finns i Trelleborgs kommun.

## Anderslöv
| Namn          | Lämningstyp | Tillkomsttid | Historisk indelning | Plats | Läge                 | ID-nr          | Bild                                 |
| ------------- | ----------- | ------------ | ------------------- | ----- | -------------------- | -------------- | ------------------------------------ |
| Anderslöv 8:1 | Hög         |              | Anderslöv, Skåne    |       | 55.437428, 13.315366 | 10117400080001 | Ladda upp en bild av detta fornminne |

## Bodarp
| Namn                       | Lämningstyp    | Tillkomsttid | Historisk indelning | Plats | Läge                 | ID-nr          | Bild                                      |
| -------------------------- | -------------- | ------------ | ------------------- | ----- | -------------------- | -------------- | ----------------------------------------- |
| Bode hög (Bodarp 1:1)      | Hög            |              | Bodarp, Skåne       |       | 55.435910, 13.070144 | 10119200010001 | Ladda upp en bild av detta fornminne      |
| Bodarp 2:1                 | Stenkammargrav |              | Bodarp, Skåne       |       | 55.424692, 13.073132 | 10119200020001 | Ladda upp en bild av detta fornminne      |
| Bodarp 2:2                 | Hällristning   |              | Bodarp, Skåne       |       | 55.424692, 13.073132 | 10119200020002 | Ladda upp en bild av detta fornminne      |
| Bodarp 2:3                 | Hällristning   |              | Bodarp, Skåne       |       | 55.424692, 13.073132 | 10119200020003 | Ladda upp en bild av detta fornminne      |
| Bodarp 2:4                 | Hällristning   |              | Bodarp, Skåne       |       | 55.424692, 13.073132 | 10119200020004 | Ladda upp en bild av detta fornminne      |
| Bodarp 3:1                 | Stenkammargrav |              | Bodarp, Skåne       |       | 55.439759, 13.060825 | 10119200030001 | Ladda upp en bild av detta fornminne      |
| Bodarp 3:2                 | Hällristning   |              | Bodarp, Skåne       |       | 55.439759, 13.060825 | 10119200030002 | Ladda upp en bild av detta fornminne      |
| Bodarp 3:3                 | Hällristning   |              | Bodarp, Skåne       |       | 55.439759, 13.060825 | 10119200030003 | Ladda upp en bild av detta fornminne      |
| Bode hög (Bodarp 4:1)      | Stenkammargrav |              | Bodarp, Skåne       |       | 55.412768, 13.082416 | 10119200040001 | Ladda upp en till bild av detta fornminne |
| Bosfällshögen (Bodarp 5:1) | Hög            |              | Bodarp, Skåne       |       | 55.422796, 13.091984 | 10119200050001 | Ladda upp en bild av detta fornminne      |
| Applehög (Bodarp 8:1)      | Hög            |              | Bodarp, Skåne       |       | 55.431084, 13.096188 | 10119200080001 | Ladda upp en bild av detta fornminne      |
| Bodarp 9:1                 | Stenkammargrav |              | Bodarp, Skåne       |       | 55.426777, 13.071182 | 10119200090001 | Ladda upp en bild av detta fornminne      |
| Bodarp 9:2                 | Hällristning   |              | Bodarp, Skåne       |       | 55.426777, 13.071182 | 10119200090002 | Ladda upp en bild av detta fornminne      |
| Bodarp 9:3                 | Hällristning   |              | Bodarp, Skåne       |       | 55.426777, 13.071182 | 10119200090003 | Ladda upp en bild av detta fornminne      |
| Bodarp 9:4                 | Stenkammargrav |              | Bodarp, Skåne       |       | 55.426751, 13.070904 | 10119200090004 | Ladda upp en bild av detta fornminne      |
| Bodarp 11:1                | Gravfält       |              | Bodarp, Skåne       |       | 55.429517, 13.071303 | 10119200110001 | Ladda upp en bild av detta fornminne      |
| Hammarlöv 3:1              | Gravfält       |              | Bodarp, Skåne       |       | 55.400973, 13.087295 | 10124600030001 | Ladda upp en bild av detta fornminne      |

## Bösarp
| Namn                    | Lämningstyp             | Tillkomsttid | Historisk indelning | Plats | Läge                 | ID-nr          | Bild                                      |
| ----------------------- | ----------------------- | ------------ | ------------------- | ----- | -------------------- | -------------- | ----------------------------------------- |
| Bösarp 1:1              | Grav- och boplatsområde |              | Bösarp, Skåne       |       | 55.393386, 13.256575 | 10120700010001 | Ladda upp en bild av detta fornminne      |
| Visslebjer (Bösarp 2:1) | Hög                     |              | Bösarp, Skåne       |       | 55.425171, 13.280280 | 10120700020001 | Ladda upp en bild av detta fornminne      |
| Bösarp 3:1              | Grav- och boplatsområde |              | Bösarp, Skåne       |       | 55.430786, 13.267281 | 10120700030001 | Ladda upp en bild av detta fornminne      |
| Simonshög (Bösarp 5:1)  | Hög                     |              | Bösarp, Skåne       |       | 55.411713, 13.267129 | 10120700050001 | Ladda upp en till bild av detta fornminne |

## Dalköpinge
| Namn                            | Lämningstyp  | Tillkomsttid | Historisk indelning | Plats | Läge                 | ID-nr          | Bild                                      |
| ------------------------------- | ------------ | ------------ | ------------------- | ----- | -------------------- | -------------- | ----------------------------------------- |
| Kärringebacken (Dalköpinge 1:1) | Hög          |              | Dalköpinge, Skåne   |       | 55.366040, 13.203973 | 10121000010001 | Ladda upp en bild av detta fornminne      |
| Dalköpinge 3:1                  | Kyrka/kapell |              | Dalköpinge, Skåne   |       | 55.358774, 13.226528 | 10121000030001 | Ladda upp en till bild av detta fornminne |
| Kåttes hög (Dalköpinge 18:1)    | Hög          |              | Dalköpinge, Skåne   |       | 55.379390, 13.211518 | 10121000180001 | Ladda upp en bild av detta fornminne      |
| Kittehög (Dalköpinge 19:1)      | Hög          |              | Dalköpinge, Skåne   |       | 55.375062, 13.215457 | 10121000190001 | Ladda upp en bild av detta fornminne      |
| Dalköpinge 30:1                 | Hällristning |              | Dalköpinge, Skåne   |       | 55.365404, 13.209568 | 10121000300001 | Ladda upp en bild av detta fornminne      |

## Fru Alstad
| Namn                            | Lämningstyp                      | Tillkomsttid | Historisk indelning | Plats | Läge                 | ID-nr          | Bild                                      |
| ------------------------------- | -------------------------------- | ------------ | ------------------- | ----- | -------------------- | -------------- | ----------------------------------------- |
| Höjegårdshögen (Fru Alstad 8:1) | Hög                              |              | Fru Alstad, Skåne   |       | 55.434165, 13.248692 | 10122500080001 | Ladda upp en till bild av detta fornminne |
| Fru Alstad 9:1                  | Ristning, medeltid/historisk tid |              | Fru Alstad, Skåne   |       | 55.434503, 13.244659 | 10122500090001 | Ladda upp en bild av detta fornminne      |

## Fuglie
| Namn                                 | Lämningstyp  | Tillkomsttid | Historisk indelning | Plats | Läge                 | ID-nr          | Bild                                      |
| ------------------------------------ | ------------ | ------------ | ------------------- | ----- | -------------------- | -------------- | ----------------------------------------- |
| Fugliestenen 2 / DR 260 (Fuglie 1:1) | Runristning  |              | Fuglie, Skåne       |       | 55.447504, 13.083819 | 10122700010001 | Ladda upp en till bild av detta fornminne |
| Fuglie 1:2                           | Hällristning |              | Fuglie, Skåne       |       | 55.447504, 13.083819 | 10122700010002 | Ladda upp en bild av detta fornminne      |
| Fuglie 2:1                           | Hög          |              | Fuglie, Skåne       |       | 55.447734, 13.084765 | 10122700020001 | Ladda upp en bild av detta fornminne      |
| Fugliestenen 1 / DR 259 (Fuglie 2:2) | Runristning  |              | Fuglie, Skåne       |       | 55.447734, 13.084765 | 10122700020002 | Ladda upp en till bild av detta fornminne |
| Torkels hög (Fuglie 3:1)             | Hög          |              | Fuglie, Skåne       |       | 55.448408, 13.081735 | 10122700030001 | Ladda upp en till bild av detta fornminne |
| Prästhög (Fuglie 4:1)                | Hög          |              | Fuglie, Skåne       |       | 55.458772, 13.064745 | 10122700040001 | Ladda upp en till bild av detta fornminne |
| Fuglie 5:1                           | Hög          |              | Fuglie, Skåne       |       | 55.462511, 13.101572 | 10122700050001 | Ladda upp en till bild av detta fornminne |
| Fuglie 6:1                           | Hög          |              | Fuglie, Skåne       |       | 55.461247, 13.103425 | 10122700060001 | Ladda upp en till bild av detta fornminne |
| Fuglie 7:1                           | Hög          |              | Fuglie, Skåne       |       | 55.460730, 13.102566 | 10122700070001 | Ladda upp en till bild av detta fornminne |
| Lillehög och Storehög (Fuglie 8:1)   | Hög          |              | Fuglie, Skåne       |       | 55.459715, 13.103531 | 10122700080001 | Ladda upp en till bild av detta fornminne |
| Lillehög och Storehög (Fuglie 8:2)   | Hög          |              | Fuglie, Skåne       |       | 55.459357, 13.103881 | 10122700080002 | Ladda upp en till bild av detta fornminne |
| Sandhög (Fuglie 9:1)                 | Hög          |              | Fuglie, Skåne       |       | 55.457812, 13.100858 | 10122700090001 | Ladda upp en till bild av detta fornminne |
| Fuglie 10:1                          | Hög          |              | Fuglie, Skåne       |       | 55.458935, 13.104205 | 10122700100001 | Ladda upp en till bild av detta fornminne |
| Grytehög (Fuglie 11:1)               | Hög          |              | Fuglie, Skåne       |       | 55.458283, 13.103711 | 10122700110001 | Ladda upp en till bild av detta fornminne |
| Fuglie 12:1                          | Hög          |              | Fuglie, Skåne       |       | 55.458563, 13.105300 | 10122700120001 | Ladda upp en till bild av detta fornminne |
| Fuglie 12:2                          | Hög          |              | Fuglie, Skåne       |       | 55.458293, 13.104731 | 10122700120002 | Ladda upp en till bild av detta fornminne |
| Fuglie 13:1                          | Hög          |              | Fuglie, Skåne       |       | 55.457379, 13.106945 | 10122700130001 | Ladda upp en till bild av detta fornminne |
| Fuglie 14:1                          | Hög          |              | Fuglie, Skåne       |       | 55.456158, 13.107280 | 10122700140001 | Ladda upp en till bild av detta fornminne |
| Möllebacken (Fuglie 15:1)            | Hög          |              | Fuglie, Skåne       |       | 55.448781, 13.083043 | 10122700150001 | Ladda upp en till bild av detta fornminne |
| Fuglie 16:1                          | Hög          |              | Fuglie, Skåne       |       | 55.442388, 13.108351 | 10122700160001 | Ladda upp en bild av detta fornminne      |

## Gislöv
| Namn        | Lämningstyp             | Tillkomsttid | Historisk indelning | Plats | Läge                 | ID-nr          | Bild                                 |
| ----------- | ----------------------- | ------------ | ------------------- | ----- | -------------------- | -------------- | ------------------------------------ |
| Gislöv 52:1 | Hög                     |              | Gislöv, Skåne       |       | 55.385616, 13.240741 | 10123100520001 | Ladda upp en bild av detta fornminne |
| Gylle 7:1   | Hög                     |              | Gislöv, Skåne       |       | 55.394148, 13.202932 | 10123700070001 | Ladda upp en bild av detta fornminne |
| Gylle 63:1  | Grav- och boplatsområde |              | Gislöv, Skåne       |       | 55.394771, 13.201758 | 10123700630001 | Ladda upp en bild av detta fornminne |

## Gylle
| Namn                     | Lämningstyp | Tillkomsttid | Historisk indelning | Plats | Läge                 | ID-nr          | Bild                                      |
| ------------------------ | ----------- | ------------ | ------------------- | ----- | -------------------- | -------------- | ----------------------------------------- |
| Annarpshögen (Gylle 1:1) | Hög         |              | Gylle, Skåne        |       | 55.415141, 13.218768 | 10123700010001 | Ladda upp en till bild av detta fornminne |
| Torshög (Gylle 2:1)      | Hög         |              | Gylle, Skåne        |       | 55.413442, 13.212769 | 10123700020001 | Ladda upp en till bild av detta fornminne |
| Lundhög (Gylle 3:1)      | Hög         |              | Gylle, Skåne        |       | 55.404967, 13.186229 | 10123700030001 | Ladda upp en till bild av detta fornminne |
| Gyllhögarna (Gylle 6:1)  | Hög         |              | Gylle, Skåne        |       | 55.396941, 13.204233 | 10123700060001 | Ladda upp en till bild av detta fornminne |
| Gyllhögarna (Gylle 6:2)  | Hög         |              | Gylle, Skåne        |       | 55.396456, 13.204543 | 10123700060002 | Ladda upp en till bild av detta fornminne |
| Gyllhögarna (Gylle 6:3)  | Hög         |              | Gylle, Skåne        |       | 55.396114, 13.204487 | 10123700060003 | Ladda upp en till bild av detta fornminne |
| Gyllhögarna (Gylle 6:4)  | Hög         |              | Gylle, Skåne        |       | 55.395677, 13.204435 | 10123700060004 | Ladda upp en till bild av detta fornminne |
| Gylle 9:1                | Hög         |              | Gylle, Skåne        |       | 55.399481, 13.188648 | 10123700090001 | Ladda upp en bild av detta fornminne      |
| Skarhög (Gylle 10:1)     | Hög         |              | Gylle, Skåne        |       | 55.398352, 13.190178 | 10123700100001 | Ladda upp en bild av detta fornminne      |
| Gylle 11:1               | Hög         |              | Gylle, Skåne        |       | 55.397893, 13.188005 | 10123700110001 | Ladda upp en bild av detta fornminne      |

## Gärdslöv
| Namn                          | Lämningstyp     | Tillkomsttid | Historisk indelning | Plats | Läge                 | ID-nr          | Bild                                 |
| ----------------------------- | --------------- | ------------ | ------------------- | ----- | -------------------- | -------------- | ------------------------------------ |
| Gärdslöv 4:1                  | Slott/herresäte |              | Gärdslöv, Skåne     |       | 55.468343, 13.461368 | 10123900040001 | Ladda upp en bild av detta fornminne |
| Gärdslöv 6:1                  | Hög             |              | Gärdslöv, Skåne     |       | 55.460782, 13.446077 | 10123900060001 | Ladda upp en bild av detta fornminne |
| Gärdslund (-a) (Gärdslöv 8:1) | Borg            |              | Gärdslöv, Skåne     |       | 55.465595, 13.429290 | 10123900080001 | Ladda upp en bild av detta fornminne |
| Tippelstenen (Gärdslöv 17:2)  | Hällristning    |              | Gärdslöv, Skåne     |       | 55.449929, 13.397203 | 10123900170002 | Ladda upp en bild av detta fornminne |
| Gärdslöv 36:1                 | Hög             |              | Gärdslöv, Skåne     |       | 55.475044, 13.399400 | 10123900360001 | Ladda upp en bild av detta fornminne |
| Gärdslöv 37:1                 | Hög             |              | Gärdslöv, Skåne     |       | 55.469402, 13.410835 | 10123900370001 | Ladda upp en bild av detta fornminne |
| Genahög (Gärdslöv 38:1)       | Hög             |              | Gärdslöv, Skåne     |       | 55.463036, 13.418081 | 10123900380001 | Ladda upp en bild av detta fornminne |

## Hammarlöv
| Namn                        | Lämningstyp  | Tillkomsttid | Historisk indelning | Plats | Läge                 | ID-nr          | Bild                                      |
| --------------------------- | ------------ | ------------ | ------------------- | ----- | -------------------- | -------------- | ----------------------------------------- |
| Hammarlöv 2:2               | Hällristning |              | Hammarlöv, Skåne    |       | 55.409909, 13.094100 | 10124600020002 | Ladda upp en bild av detta fornminne      |
| Hammarlöv 2:3               | Hällristning |              | Hammarlöv, Skåne    |       | 55.409909, 13.094100 | 10124600020003 | Ladda upp en bild av detta fornminne      |
| Hammarlöv 2:4               | Hällristning |              | Hammarlöv, Skåne    |       | 55.409909, 13.094100 | 10124600020004 | Ladda upp en bild av detta fornminne      |
| Bonhög (Hammarlöv 4:1)      | Hög          |              | Hammarlöv, Skåne    |       | 55.409694, 13.122628 | 10124600040001 | Ladda upp en till bild av detta fornminne |
| Björnhög (Hammarlöv 5:1)    | Hög          |              | Hammarlöv, Skåne    |       | 55.404598, 13.133718 | 10124600050001 | Ladda upp en bild av detta fornminne      |
| Tornhög (Hammarlöv 6:1)     | Hög          |              | Hammarlöv, Skåne    |       | 55.407397, 13.142771 | 10124600060001 | Ladda upp en till bild av detta fornminne |
| Brytestuhög (Hammarlöv 7:1) | Hög          |              | Hammarlöv, Skåne    |       | 55.415405, 13.126582 | 10124600070001 | Ladda upp en till bild av detta fornminne |
| Tingshögen (Hammarlöv 8:1)  | Hög          |              | Hammarlöv, Skåne    |       | 55.419855, 13.135921 | 10124600080001 | Ladda upp en till bild av detta fornminne |
| Kitthög (Hammarlöv 9:1)     | Hög          |              | Hammarlöv, Skåne    |       | 55.426755, 13.144100 | 10124600090001 | Ladda upp en bild av detta fornminne      |
| Grönhög (Hammarlöv 24:1)    | Hög          |              | Hammarlöv, Skåne    |       | 55.404592, 13.130387 | 10124600240001 | Ladda upp en bild av detta fornminne      |

## Hemmesdynge
| Namn                         | Lämningstyp                 | Tillkomsttid | Historisk indelning | Plats | Läge                 | ID-nr          | Bild                                 |
| ---------------------------- | --------------------------- | ------------ | ------------------- | ----- | -------------------- | -------------- | ------------------------------------ |
| Byastenen (Hemmesdynge 11:1) | Grav markerad av sten/block |              | Hemmesdynge, Skåne  |       | 55.369489, 13.336730 | 10125300110001 | Ladda upp en bild av detta fornminne |

## Kyrkoköpinge
| Namn                             | Lämningstyp    | Tillkomsttid | Historisk indelning | Plats | Läge                 | ID-nr          | Bild                                 |
| -------------------------------- | -------------- | ------------ | ------------------- | ----- | -------------------- | -------------- | ------------------------------------ |
| Karlingedösen (Kyrkoköpinge 1:1) | Stenkammargrav |              | Kyrkoköpinge, Skåne |       | 55.373177, 13.207344 | 10128400010001 | Ladda upp en bild av detta fornminne |
| Karlingedösen (Kyrkoköpinge 1:2) | Hällristning   |              | Kyrkoköpinge, Skåne |       | 55.373177, 13.207344 | 10128400010002 | Ladda upp en bild av detta fornminne |
| Jättegraven (Kyrkoköpinge 2:1)   | Stenkammargrav |              | Kyrkoköpinge, Skåne |       | 55.373212, 13.203025 | 10128400020001 | Ladda upp en bild av detta fornminne |
| Kyrkoköpinge 2:2                 | Stenkammargrav |              | Kyrkoköpinge, Skåne |       | 55.373075, 13.202771 | 10128400020002 | Ladda upp en bild av detta fornminne |

## Källstorp
| Namn                                     | Lämningstyp | Tillkomsttid | Historisk indelning | Plats           | Läge                 | ID-nr          | Bild                                 |
| ---------------------------------------- | ----------- | ------------ | ------------------- | --------------- | -------------------- | -------------- | ------------------------------------ |
| Källstorpstenen / DR 269 (Källstorp 2:1) | Runristning |              | Källstorp, Skåne    | Jordberga slott | 55.413367, 13.412420 | 10128800020001 | Ladda upp en bild av detta fornminne |
| Fennehög (Källstorp 3:1)                 | Hög         |              | Källstorp, Skåne    |                 | 55.403539, 13.399984 | 10128800030001 | Ladda upp en bild av detta fornminne |
| Kapellet (Källstorp 8:1)                 | Hög         |              | Källstorp, Skåne    |                 | 55.409148, 13.393458 | 10128800080001 | Ladda upp en bild av detta fornminne |
| Källstorp 35:1                           | Hög         |              | Källstorp, Skåne    |                 | 55.403321, 13.414178 | 10128800350001 | Ladda upp en bild av detta fornminne |

## Lilla Beddinge
| Namn                            | Lämningstyp      | Tillkomsttid | Historisk indelning   | Plats | Läge                 | ID-nr          | Bild                                 |
| ------------------------------- | ---------------- | ------------ | --------------------- | ----- | -------------------- | -------------- | ------------------------------------ |
| Lilla Beddinge 5:1              | Begravningsplats |              | Lilla Beddinge, Skåne |       | 55.382724, 13.422472 | 10129200050001 | Ladda upp en bild av detta fornminne |
| Lilla Beddinge 6:1              | Gravfält         |              | Lilla Beddinge, Skåne |       | 55.386224, 13.430239 | 10129200060001 | Ladda upp en bild av detta fornminne |
| Lilla Beddinge 9:1              | Röse             |              | Lilla Beddinge, Skåne |       | 55.366821, 13.407879 | 10129200090001 | Ladda upp en bild av detta fornminne |
| Vipphög (Lilla Beddinge 14:1)   | Hög              |              | Lilla Beddinge, Skåne |       | 55.355520, 13.413105 | 10129200140001 | Ladda upp en bild av detta fornminne |
| Lemmeshög (Lilla Beddinge 15:1) | Hög              |              | Lilla Beddinge, Skåne |       | 55.355880, 13.391672 | 10129200150001 | Ladda upp en bild av detta fornminne |
| Gillhög (Lilla Beddinge 16:1)   | Hög              |              | Lilla Beddinge, Skåne |       | 55.356792, 13.395751 | 10129200160001 | Ladda upp en bild av detta fornminne |
| Gillhög (Lilla Beddinge 16:2)   | Hög              |              | Lilla Beddinge, Skåne |       | 55.356455, 13.396327 | 10129200160002 | Ladda upp en bild av detta fornminne |
| Gillhög (Lilla Beddinge 16:3)   | Hög              |              | Lilla Beddinge, Skåne |       | 55.356898, 13.396848 | 10129200160003 | Ladda upp en bild av detta fornminne |

## Lilla Isie
| Namn                       | Lämningstyp      | Tillkomsttid | Historisk indelning | Plats | Läge                 | ID-nr          | Bild                                      |
| -------------------------- | ---------------- | ------------ | ------------------- | ----- | -------------------- | -------------- | ----------------------------------------- |
| Erkes dös (Lilla Isie 1:1) | Stenkammargrav   |              | Lilla Isie, Skåne   |       | 55.348939, 13.330945 | 10129400010001 | Ladda upp en till bild av detta fornminne |
| Erkes dös (Lilla Isie 1:2) | Hällristning     |              | Lilla Isie, Skåne   |       | 55.349454, 13.331146 | 10129400010002 | Ladda upp en bild av detta fornminne      |
| Lilla Isie 10:1            | Begravningsplats |              | Lilla Isie, Skåne   |       | 55.368558, 13.309507 | 10129400100001 | Ladda upp en bild av detta fornminne      |
| Ishög (Lilla Isie 11:1)    | Hög              |              | Lilla Isie, Skåne   |       | 55.367049, 13.308750 | 10129400110001 | Ladda upp en bild av detta fornminne      |
| Lilla Isie 17:1            | Hög              |              | Lilla Isie, Skåne   |       | 55.363079, 13.316675 | 10129400170001 | Ladda upp en bild av detta fornminne      |

## Lilla Slågarp
| Namn                             | Lämningstyp | Tillkomsttid | Historisk indelning  | Plats | Läge                 | ID-nr          | Bild                                      |
| -------------------------------- | ----------- | ------------ | -------------------- | ----- | -------------------- | -------------- | ----------------------------------------- |
| Nätthög (Lilla Slågarp 1:1)      | Hög         |              | Lilla Slågarp, Skåne |       | 55.429702, 13.145594 | 10129500010001 | Ladda upp en bild av detta fornminne      |
| Tvehögarna (Lilla Slågarp 2:1)   | Hög         |              | Lilla Slågarp, Skåne |       | 55.435499, 13.140017 | 10129500020001 | Ladda upp en bild av detta fornminne      |
| Tvehögarna (Lilla Slågarp 2:2)   | Hög         |              | Lilla Slågarp, Skåne |       | 55.435314, 13.140061 | 10129500020002 | Ladda upp en bild av detta fornminne      |
| Lilla Slågarp 3:1                | Hög         |              | Lilla Slågarp, Skåne |       | 55.435771, 13.138923 | 10129500030001 | Ladda upp en bild av detta fornminne      |
| Tors hög (Lilla Slågarp 4:1)     | Hög         |              | Lilla Slågarp, Skåne |       | 55.434484, 13.129132 | 10129500040001 | Ladda upp en till bild av detta fornminne |
| St Hans hög (Lilla Slågarp 5:1)  | Hög         |              | Lilla Slågarp, Skåne |       | 55.435575, 13.127604 | 10129500050001 | Ladda upp en till bild av detta fornminne |
| St Lukas hög (Lilla Slågarp 5:2) | Hög         |              | Lilla Slågarp, Skåne |       | 55.435343, 13.128063 | 10129500050002 | Ladda upp en till bild av detta fornminne |
| Tällhög (Lilla Slågarp 6:1)      | Hög         |              | Lilla Slågarp, Skåne |       | 55.436404, 13.122807 | 10129500060001 | Ladda upp en till bild av detta fornminne |
| Skogshög (Lilla Slågarp 8:1)     | Hög         |              | Lilla Slågarp, Skåne |       | 55.448406, 13.135652 | 10129500080001 | Ladda upp en bild av detta fornminne      |
| Ringhögarna (Lilla Slågarp 9:1)  | Hög         |              | Lilla Slågarp, Skåne |       | 55.449214, 13.122005 | 10129500090001 | Ladda upp en bild av detta fornminne      |
| Ringhögarna (Lilla Slågarp 10:1) | Hög         |              | Lilla Slågarp, Skåne |       | 55.450501, 13.120678 | 10129500100001 | Ladda upp en bild av detta fornminne      |
| Rockhög (Lilla Slågarp 11:1)     | Hög         |              | Lilla Slågarp, Skåne |       | 55.427714, 13.217497 | 10129500110001 | Ladda upp en bild av detta fornminne      |

## Maglarp
| Namn                          | Lämningstyp                 | Tillkomsttid | Historisk indelning | Plats | Läge                 | ID-nr          | Bild                                      |
| ----------------------------- | --------------------------- | ------------ | ------------------- | ----- | -------------------- | -------------- | ----------------------------------------- |
| Mogrevestenen (Maglarp 1:1)   | Stenkammargrav              |              | Maglarp, Skåne      |       | 55.386077, 13.019173 | 10130500010001 | Ladda upp en bild av detta fornminne      |
| Skåre skansar (Maglarp 2:1)   | Fästning/skans              |              | Maglarp, Skåne      |       | 55.375746, 13.059616 | 10130500020001 | Ladda upp en till bild av detta fornminne |
| Stavsten (nr 2) (Maglarp 3:1) | Minnesmärke                 |              | Maglarp, Skåne      |       | 55.368820, 13.077099 | 10130500030001 | Ladda upp en bild av detta fornminne      |
| Stavsten (nr 2) (Maglarp 3:2) | Grav markerad av sten/block |              | Maglarp, Skåne      |       | 55.368798, 13.077314 | 10130500030002 | Ladda upp en bild av detta fornminne      |
| Maglarp 5:1                   | Gravfält                    |              | Maglarp, Skåne      |       | 55.376788, 13.095257 | 10130500050001 | Ladda upp en till bild av detta fornminne |
| Rävsbacken (Maglarp 6:1)      | Grav- och boplatsområde     |              | Maglarp, Skåne      |       | 55.390138, 13.089397 | 10130500060001 | Ladda upp en bild av detta fornminne      |
| Maglarp 9:1                   | Gravfält                    |              | Maglarp, Skåne      |       | 55.372032, 13.069501 | 10130500090001 | Ladda upp en bild av detta fornminne      |
| Maglarp 58                    | Hög                         |              | Maglarp, Skåne      |       | 55.382819, 13.063257 | 12000000123579 | Ladda upp en bild av detta fornminne      |
| Maglarp 59                    | Hög                         |              | Maglarp, Skåne      |       | 55.383277, 13.072171 | 12000000123580 | Ladda upp en bild av detta fornminne      |

## Skegrie
| Namn                       | Lämningstyp             | Tillkomsttid | Historisk indelning | Plats | Läge                 | ID-nr          | Bild                                      |
| -------------------------- | ----------------------- | ------------ | ------------------- | ----- | -------------------- | -------------- | ----------------------------------------- |
| Skegrie 1:1                | Stenkammargrav          |              | Skegrie, Skåne      |       | 55.416390, 13.060222 | 10134000010001 | Ladda upp en bild av detta fornminne      |
| Skegrie 1:2                | Hällristning            |              | Skegrie, Skåne      |       | 55.416390, 13.060222 | 10134000010002 | Ladda upp en bild av detta fornminne      |
| Skegriedösen (Skegrie 2:1) | Stenkammargrav          |              | Skegrie, Skåne      |       | 55.404035, 13.064587 | 10134000020001 | Ladda upp en till bild av detta fornminne |
| Skegrie 2:2                | Hällristning            |              | Skegrie, Skåne      |       | 55.404034, 13.064774 | 10134000020002 | Ladda upp en bild av detta fornminne      |
| Skegrie 2:3                | Hällristning            |              | Skegrie, Skåne      |       | 55.404043, 13.064612 | 10134000020003 | Ladda upp en bild av detta fornminne      |
| Skegrie 39:1               | Grav- och boplatsområde |              | Skegrie, Skåne      |       | 55.403101, 13.061929 | 10134000390001 | Ladda upp en bild av detta fornminne      |
| Skegrie 45                 | Grav- och boplatsområde |              | Skegrie, Skåne      |       | 55.406825, 13.063221 | 12000000051801 | Ladda upp en bild av detta fornminne      |

## Stora Slågarp
| Namn                             | Lämningstyp | Tillkomsttid | Historisk indelning  | Plats | Läge                 | ID-nr          | Bild                                      |
| -------------------------------- | ----------- | ------------ | -------------------- | ----- | -------------------- | -------------- | ----------------------------------------- |
| Malttorkehög (Stora Slågarp 1:1) | Hög         |              | Stora Slågarp, Skåne |       | 55.452557, 13.146790 | 10135400010001 | Ladda upp en till bild av detta fornminne |
| Stora Slågarp 2:1                | Hög         |              | Stora Slågarp, Skåne |       | 55.452448, 13.145849 | 10135400020001 | Ladda upp en till bild av detta fornminne |

## Södra Åby
| Namn           | Lämningstyp | Tillkomsttid | Historisk indelning | Plats | Läge                 | ID-nr          | Bild                                 |
| -------------- | ----------- | ------------ | ------------------- | ----- | -------------------- | -------------- | ------------------------------------ |
| Södra Åby 2:1  | Hög         |              | Södra Åby, Skåne    |       | 55.412848, 13.306766 | 10136800020001 | Ladda upp en bild av detta fornminne |
| Södra Åby 2:2  | Hög         |              | Södra Åby, Skåne    |       | 55.412269, 13.306199 | 10136800020002 | Ladda upp en bild av detta fornminne |
| Södra Åby 11:1 | Hög         |              | Södra Åby, Skåne    |       | 55.385011, 13.309894 | 10136800110001 | Ladda upp en bild av detta fornminne |
| Södra Åby 12:1 | Hög         |              | Södra Åby, Skåne    |       | 55.384870, 13.302729 | 10136800120001 | Ladda upp en bild av detta fornminne |
| Södra Åby 13:1 | Hög         |              | Södra Åby, Skåne    |       | 55.385169, 13.299801 | 10136800130001 | Ladda upp en bild av detta fornminne |

## Tullstorp
| Namn                                     | Lämningstyp                 | Tillkomsttid | Historisk indelning | Plats                | Läge                 | ID-nr          | Bild                                      |
| ---------------------------------------- | --------------------------- | ------------ | ------------------- | -------------------- | -------------------- | -------------- | ----------------------------------------- |
| Tullstorpstenen / DR 271 (Tullstorp 1:1) | Runristning                 |              | Tullstorp, Skåne    | Tullstorps kyrkogård | 55.409938, 13.466616 | 10138200010001 | Ladda upp en till bild av detta fornminne |
| Långås hög (Tullstorp 7:1)               | Hög                         |              | Tullstorp, Skåne    |                      | 55.399104, 13.475588 | 10138200070001 | Ladda upp en till bild av detta fornminne |
| Västar Tornhög (Tullstorp 9:1)           | Hög                         |              | Tullstorp, Skåne    |                      | 55.394740, 13.476719 | 10138200090001 | Ladda upp en bild av detta fornminne      |
| Killehög (Tullstorp 10:1)                | Hög                         |              | Tullstorp, Skåne    |                      | 55.393166, 13.472276 | 10138200100001 | Ladda upp en till bild av detta fornminne |
| Käringen (Tullstorp 12:1)                | Grav markerad av sten/block |              | Tullstorp, Skåne    |                      | 55.389771, 13.467762 | 10138200120001 | Ladda upp en bild av detta fornminne      |
| Tullstorp 17:1                           | Grav- och boplatsområde     |              | Tullstorp, Skåne    |                      | 55.385160, 13.477005 | 10138200170001 | Ladda upp en bild av detta fornminne      |
| Tullstorp 22:1                           | Grav- och boplatsområde     |              | Tullstorp, Skåne    |                      | 55.386434, 13.481297 | 10138200220001 | Ladda upp en bild av detta fornminne      |
| Tullstorp 23:1                           | Grav- och boplatsområde     |              | Tullstorp, Skåne    |                      | 55.386128, 13.483755 | 10138200230001 | Ladda upp en bild av detta fornminne      |
| Tullstorp 24:1                           | Hög                         |              | Tullstorp, Skåne    |                      | 55.392142, 13.470037 | 10138200240001 | Ladda upp en bild av detta fornminne      |
| Tullstorp 32:1                           | Hög                         |              | Tullstorp, Skåne    |                      | 55.378309, 13.474013 | 10138200320001 | Ladda upp en bild av detta fornminne      |
| Tullstorp 35:1                           | Hög                         |              | Tullstorp, Skåne    |                      | 55.399171, 13.477278 | 10138200350001 | Ladda upp en bild av detta fornminne      |
| Östra Tornhög (Tullstorp 36:1)           | Hög                         |              | Tullstorp, Skåne    |                      | 55.394950, 13.478316 | 10138200360001 | Ladda upp en bild av detta fornminne      |

## Västra Tommarp
| Namn                           | Lämningstyp                 | Tillkomsttid | Historisk indelning   | Plats | Läge                 | ID-nr          | Bild                                      |
| ------------------------------ | --------------------------- | ------------ | --------------------- | ----- | -------------------- | -------------- | ----------------------------------------- |
| Pulpeten (Västra Tommarp 1:1)  | Hällristning                |              | Västra Tommarp, Skåne |       | 55.402045, 13.103304 | 10141000010001 | Ladda upp en till bild av detta fornminne |
| Västra Tommarp 2:1             | Hög                         |              | Västra Tommarp, Skåne |       | 55.401962, 13.134566 | 10141000020001 | Ladda upp en bild av detta fornminne      |
| Höje sten (Västra Tommarp 6:1) | Grav markerad av sten/block |              | Västra Tommarp, Skåne |       | 55.389447, 13.102206 | 10141000060001 | Ladda upp en bild av detta fornminne      |
| Västra Tommarp 18:1            | Minnesmärke                 |              | Västra Tommarp, Skåne |       | 55.398069, 13.107355 | 10141000180001 | Ladda upp en bild av detta fornminne      |
| Västra Tommarp 18:2            | Hällristning                |              | Västra Tommarp, Skåne |       | 55.398087, 13.107088 | 10141000180002 | Ladda upp en bild av detta fornminne      |
| Västra Tommarp 22:1            | Gravfält                    |              | Västra Tommarp, Skåne |       | 55.397726, 13.100619 | 10141000220001 | Ladda upp en bild av detta fornminne      |
| Hålhög (Västra Tommarp 35:1)   | Hög                         |              | Västra Tommarp, Skåne |       | 55.396530, 13.148656 | 10141000350001 | Ladda upp en bild av detta fornminne      |

## Västra Vemmerlöv
| Namn                              | Lämningstyp    | Tillkomsttid | Historisk indelning     | Plats | Läge                 | ID-nr          | Bild                                      |
| --------------------------------- | -------------- | ------------ | ----------------------- | ----- | -------------------- | -------------- | ----------------------------------------- |
| Skobohögen (Västra Vemmerlöv 1:1) | Hög            |              | Västra Vemmerlöv, Skåne |       | 55.420609, 13.172879 | 10141200010001 | Ladda upp en bild av detta fornminne      |
| Skälhög (Västra Vemmerlöv 3:1)    | Hög            |              | Västra Vemmerlöv, Skåne |       | 55.424946, 13.148081 | 10141200030001 | Ladda upp en till bild av detta fornminne |
| Skallhög (Västra Vemmerlöv 4:1)   | Hög            |              | Västra Vemmerlöv, Skåne |       | 55.415215, 13.164147 | 10141200040001 | Ladda upp en bild av detta fornminne      |
| Grönhög (Västra Vemmerlöv 5:1)    | Hög            |              | Västra Vemmerlöv, Skåne |       | 55.414496, 13.165245 | 10141200050001 | Ladda upp en till bild av detta fornminne |
| Västra Vemmerlöv 7:1              | Stenkammargrav |              | Västra Vemmerlöv, Skåne |       | 55.403175, 13.151506 | 10141200070001 | Ladda upp en bild av detta fornminne      |
| Gumehög (Västra Vemmerlöv 11:1)   | Hög            |              | Västra Vemmerlöv, Skåne |       | 55.416361, 13.145962 | 10141200110001 | Ladda upp en bild av detta fornminne      |
| Åkerhög (Västra Vemmerlöv 39:1)   | Hög            |              | Västra Vemmerlöv, Skåne |       | 55.413664, 13.170083 | 10141200390001 | Ladda upp en bild av detta fornminne      |

## Äspö
| Namn                          | Lämningstyp    | Tillkomsttid | Historisk indelning | Plats | Läge                 | ID-nr          | Bild                                      |
| ----------------------------- | -------------- | ------------ | ------------------- | ----- | -------------------- | -------------- | ----------------------------------------- |
| Ulvahög/Ulfhögarna (Äspö 4:1) | Hög            |              | Äspö, Skåne         |       | 55.356593, 13.384459 | 10141500040001 | Ladda upp en till bild av detta fornminne |
| Oddeshög (Äspö 5:1)           | Hög            |              | Äspö, Skåne         |       | 55.362198, 13.384878 | 10141500050001 | Ladda upp en bild av detta fornminne      |
| Oddeshög (Äspö 5:2)           | Hällristning   |              | Äspö, Skåne         |       | 55.362192, 13.384869 | 10141500050002 | Ladda upp en bild av detta fornminne      |
| Oddeshög (Äspö 5:3)           | Hällristning   |              | Äspö, Skåne         |       | 55.362192, 13.384869 | 10141500050003 | Ladda upp en bild av detta fornminne      |
| Äspö 9:1                      | Stenkammargrav |              | Äspö, Skåne         |       | 55.362804, 13.385776 | 10141500090001 | Ladda upp en bild av detta fornminne      |

## Önnarp
| Namn                | Lämningstyp | Tillkomsttid | Historisk indelning | Plats | Läge                 | ID-nr          | Bild                                 |
| ------------------- | ----------- | ------------ | ------------------- | ----- | -------------------- | -------------- | ------------------------------------ |
| Ölshög (Önnarp 2:1) | Hög         |              | Önnarp, Skåne       |       | 55.429523, 13.434361 | 10141700020001 | Ladda upp en bild av detta fornminne |
| Önnarp 15:1         | Hög         |              | Önnarp, Skåne       |       | 55.439606, 13.449814 | 10141700150001 | Ladda upp en bild av detta fornminne |

## Östra Klagstorp
| Namn                            | Lämningstyp | Tillkomsttid | Historisk indelning    | Plats | Läge                 | ID-nr          | Bild                                      |
| ------------------------------- | ----------- | ------------ | ---------------------- | ----- | -------------------- | -------------- | ----------------------------------------- |
| Hällebjer (Östra Klagstorp 8:1) | Hög         |              | Östra Klagstorp, Skåne |       | 55.385013, 13.341860 | 10142300080001 | Ladda upp en bild av detta fornminne      |
| Tokes hög (Östra Klagstorp 9:1) | Hög         |              | Östra Klagstorp, Skåne |       | 55.395042, 13.351465 | 10142300090001 | Ladda upp en bild av detta fornminne      |
| Hålhög (Östra Klagstorp 21:1)   | Hög         |              | Östra Klagstorp, Skåne |       | 55.399425, 13.358342 | 10142300210001 | Ladda upp en bild av detta fornminne      |
| Lerhöj (Anderslöv 21:1)         | Hög         |              | Östra Klagstorp, Skåne |       | 55.414669, 13.328640 | 10117400210001 | Ladda upp en till bild av detta fornminne |

## Östra Torp
| Namn                               | Lämningstyp    | Tillkomsttid | Historisk indelning | Plats | Läge                 | ID-nr          | Bild                                      |
| ---------------------------------- | -------------- | ------------ | ------------------- | ----- | -------------------- | -------------- | ----------------------------------------- |
| Dellings hög (Östra Torp 6:1)      | Hög            |              | Östra Torp, Skåne   |       | 55.352099, 13.361555 | 10142700060001 | Ladda upp en till bild av detta fornminne |
| Östra Torp 7:2                     | Kalkugn        |              | Östra Torp, Skåne   |       | 55.210551, 13.215527 | 10142700070002 | Ladda upp en till bild av detta fornminne |
| Östra Torp 8:1                     | Kalkugn        |              | Östra Torp, Skåne   |       | 55.205820, 13.214149 | 10142700080001 | Ladda upp en till bild av detta fornminne |
| Östra Torp 8:2                     | Kalkugn        |              | Östra Torp, Skåne   |       | 55.205913, 13.214065 | 10142700080002 | Ladda upp en till bild av detta fornminne |
| Östra Torp 9:1                     | Kalkugn        |              | Östra Torp, Skåne   |       | 55.205791, 13.214475 | 10142700090001 | Ladda upp en till bild av detta fornminne |
| Östra Torp 10:1                    | Kalkugn        |              | Östra Torp, Skåne   |       | 55.205678, 13.214781 | 10142700100001 | Ladda upp en till bild av detta fornminne |
| Flinthög (nr 1) (Östra Torp 15:1)  | Röse           |              | Östra Torp, Skåne   |       | 55.338137, 13.349692 | 10142700150001 | Ladda upp en bild av detta fornminne      |
| Flinthög (nr 1) (Östra Torp 15:2)  | Stensättning   |              | Östra Torp, Skåne   |       | 55.338243, 13.350070 | 10142700150002 | Ladda upp en bild av detta fornminne      |
| Flinthög (nr 1) (Östra Torp 15:3)  | Stensättning   |              | Östra Torp, Skåne   |       | 55.338120, 13.349099 | 10142700150003 | Ladda upp en bild av detta fornminne      |
| Bålhög (Östra Torp 16:1)           | Hög            |              | Östra Torp, Skåne   |       | 55.338376, 13.361079 | 10142700160001 | Ladda upp en till bild av detta fornminne |
| Östra Torp 17:1                    | Kalkugn        |              | Östra Torp, Skåne   |       | 55.201729, 13.214123 | 10142700170001 | Ladda upp en till bild av detta fornminne |
| Smye hög (Östra Torp 18:1)         | Hög            |              | Östra Torp, Skåne   |       | 55.343574, 13.371017 | 10142700180001 | Ladda upp en bild av detta fornminne      |
| Lilla kungsdösen (Östra Torp 21:1) | Stenkammargrav |              | Östra Torp, Skåne   |       | 55.351343, 13.344522 | 10142700210001 | Ladda upp en bild av detta fornminne      |
| Stora Kungsdösen (Östra Torp 22:1) | Stenkammargrav |              | Östra Torp, Skåne   |       | 55.351209, 13.342337 | 10142700220001 | Ladda upp en till bild av detta fornminne |
| Stora Kungsdösen (Östra Torp 22:2) | Stenkammargrav |              | Östra Torp, Skåne   |       | 55.351209, 13.342337 | 10142700220002 | Ladda upp en bild av detta fornminne      |
| Östra Torp 23:1                    | Stensättning   |              | Östra Torp, Skåne   |       | 55.339668, 13.345321 | 10142700230001 | Ladda upp en bild av detta fornminne      |
| Östra Torp 28:1                    | Byggnad annan  |              | Östra Torp, Skåne   |       | 55.201822, 13.214675 | 10142700280001 | Ladda upp en till bild av detta fornminne |
| Östra Torp 36:1                    | Byggnad annan  |              | Östra Torp, Skåne   |       | 55.201838, 13.210939 | 10142700360001 | Ladda upp en till bild av detta fornminne |